# Pinell de Solsonès
Pinell de Solsonès település Spanyolországban, Lleida tartományban. Pinell de Solsonès Bassella, Castellar de la Ribera, Olius, Llobera, Biosca, Sanaüja, Torrefeta i Florejacs és Vilanova de l'Aguda községekkel határos. Lakosainak száma 203 fő (2024).

## Népesség
A település népessége az utóbbi években az alábbiak szerint változott:
| Lakosok száma | 286  | 802  | 739  | 641  | 273  | 215  | 214  | 207  | 200  | 203  |
|               | 1717 | 1887 | 1936 | 1960 | 1986 | 2004 | 2009 | 2014 | 2019 | 2024 |